# Phyllozoon

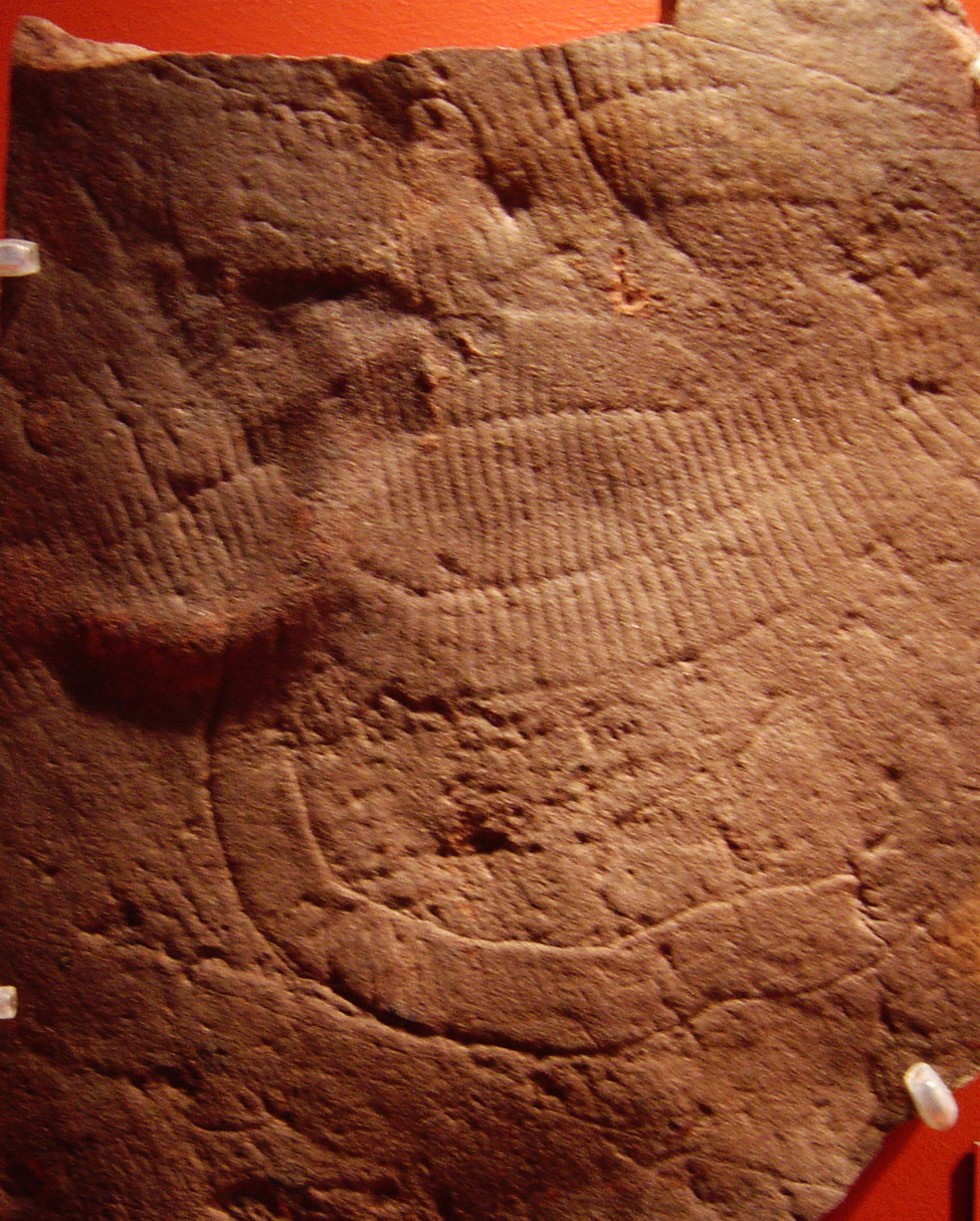
Phyllozoon hanseni

Phyllozoon est un genre de traces fossiles découvertes dans l'Édiacarien résultant de l'activité en fond de mer d’animaux appartenant à l'embranchement éteint des proarticulés, il y a environ entre 575 et 540 Ma (millions d'années). 

## Description
Des suites de traces ou empreintes organisées en chaîne faisant penser à des traces successives de « broutage » ou de fouissage superficiel après un faible déplacement de l'animal ont été observées dans des sédiments édiacariens d'Australie-Méridionale, puis décrits et nommés par R. J. F. Jenkins et J. G. Gehling en 1978. 

## Taxonomie
À l'instar de l'ichnogenre édiacarien Epibaion, le paléoichnologue russe A. Y. Ivantotsov (2011) les considère comme des traces créées par un proarticulé.